# Phlugiola
Phlugiola is een geslacht van rechtvleugeligen uit de familie sabelsprinkhanen (Tettigoniidae). De wetenschappelijke naam van dit geslacht is voor het eerst geldig gepubliceerd in 1907 door Karny.

## Soorten
Het geslacht Phlugiola omvat de volgende soorten:
- Phlugiola amazonia Gorochov, 2012
- Phlugiola arborea Nickle, 2002
- Phlugiola dahlemica Eichler, 1938
- Phlugiola redtenbacheri Karny, 1907